# Fort Edward (hrabstwo Washington)
Fort Edward – wieś w Stanach Zjednoczonych, w stanie Nowy Jork, w hrabstwie Washington. Szacowana populacja w 2019 roku wynosiła 3268 osób.